# Akhdam

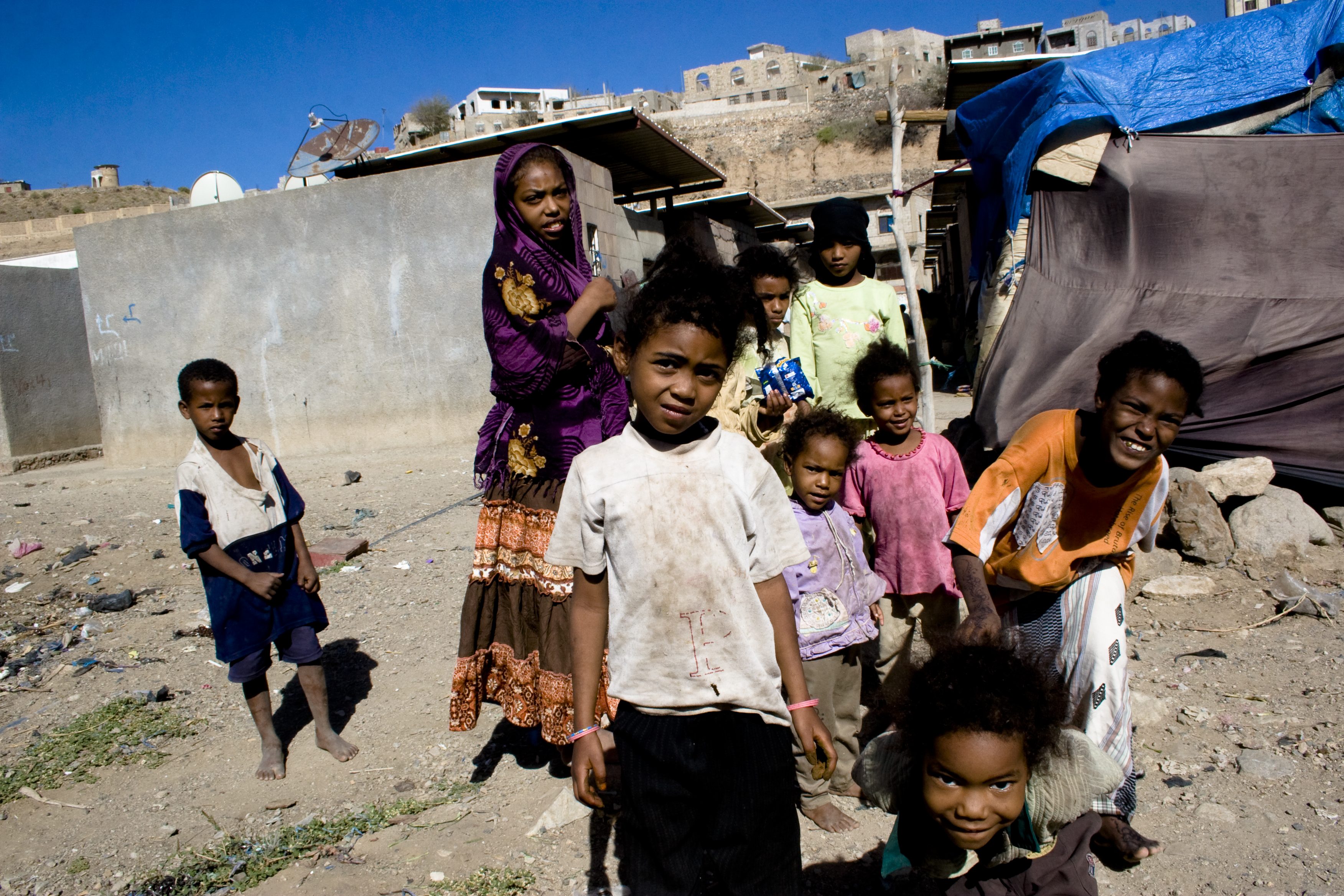
Enfants Akhdam à Taëz

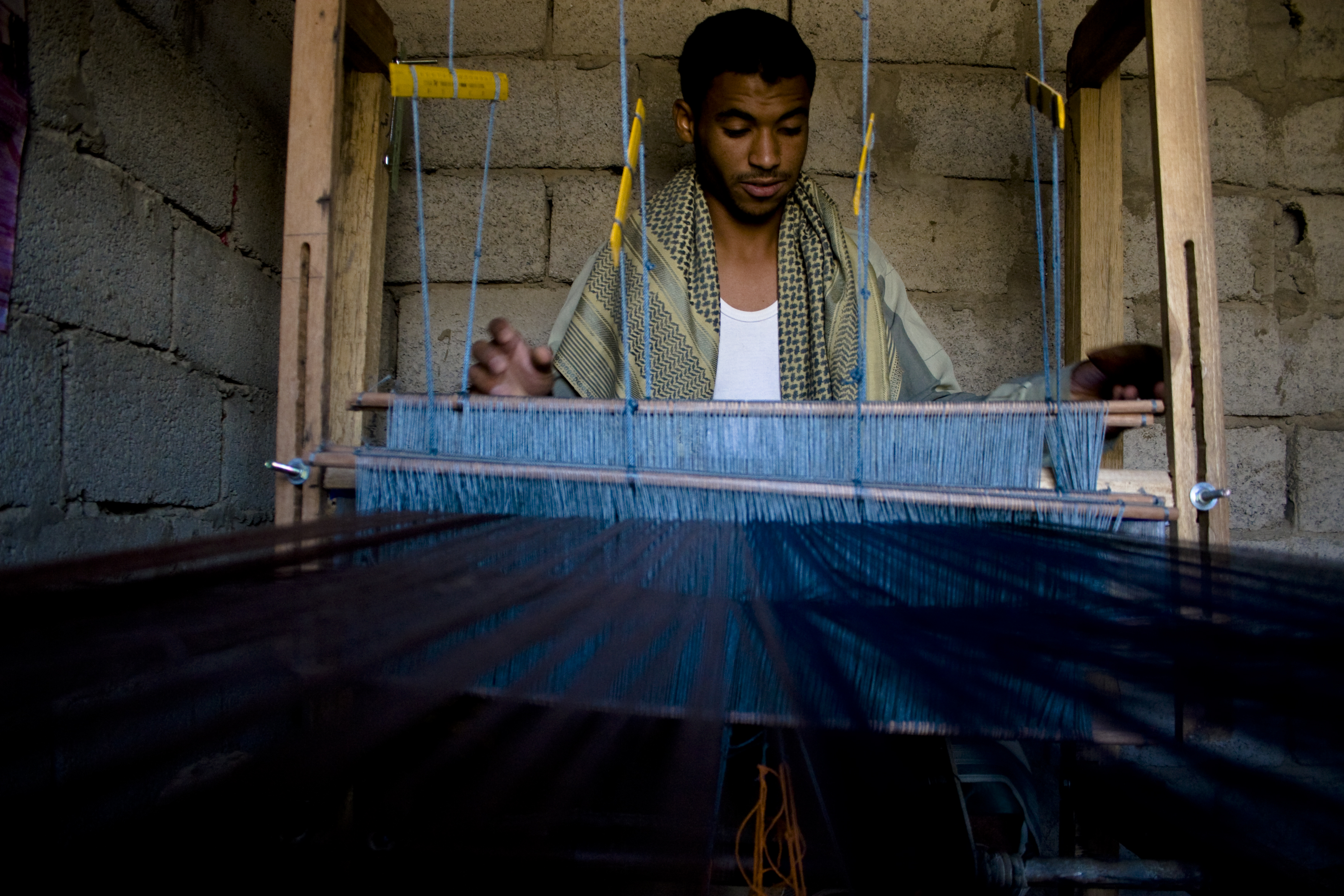
Travailleur Akhdam à Taëz

Les Akhdam (arabe : الأخدام) aussi appelés Muhamasheen (المهمشين) est une minorité ethnique vivant au Yémen.
Cette minorité comprend près de 3 millions de personnes et subit depuis des siècles un véritable système de castes ancré dans les mentalités. Les Akhdam occupent généralement des professions considérées socialement comme sales ou religieusement impures.